# 오노시 (후쿠이현)
오노시(일본어: 大野市)는 일본 후쿠이현 동부에 있는 도시이다. 후쿠이현의 시정촌 중 가장 넓은 면적이며 이는 후쿠이현 전체 면적의 5분의 1에 해당한다. 옛 성시(조카마치)의 모습이 잘 남아 있어 에치젠의 작은 교토(小京都)로도 알려져 있다.

## 지리
동부에서 남부까지 료하쿠 산지가 놓여 있다. 최고 지점은 후쿠이현의 최고 지점이기도 하며 기후·이시카와 3현 경계 부근의 능선은 2,000m를 넘는다. 마나강의 하류를 따라서 열려 있는 북서부의 오노 분지는 해발 200m 전후이다. 동부의 구즈류강을 포함해 가을에는 깊은 계곡이 단풍으로 물든다.

### 인접한 자치체
- 후쿠이현
  - 가쓰야마시
  - 후쿠이시
  - 이마다테군
- 기후현
  - 다카야마시
  - 구조시
  - 세키시
  - 모토스시
  - 이비군 (이비가와정)
- 이시카와현
  - 하쿠산시

## 역사
- 1888년 - 오노시에서 대화재가 발생했다.
- 1954년 7월 1일 - 오노정, 시모쇼정, 가미쇼촌, 고카촌, 사카다니촌, 도미타촌, 이누이가와촌, 오야마촌 등 오노군 8개 정·촌이 합병해 오노시로 승격 신설되었다.
- 1970년 7월 1일 - 니시타니촌을 편입하였다.
- 2005년 11월 7일 - 오노군 이즈미촌을 편입하였다.

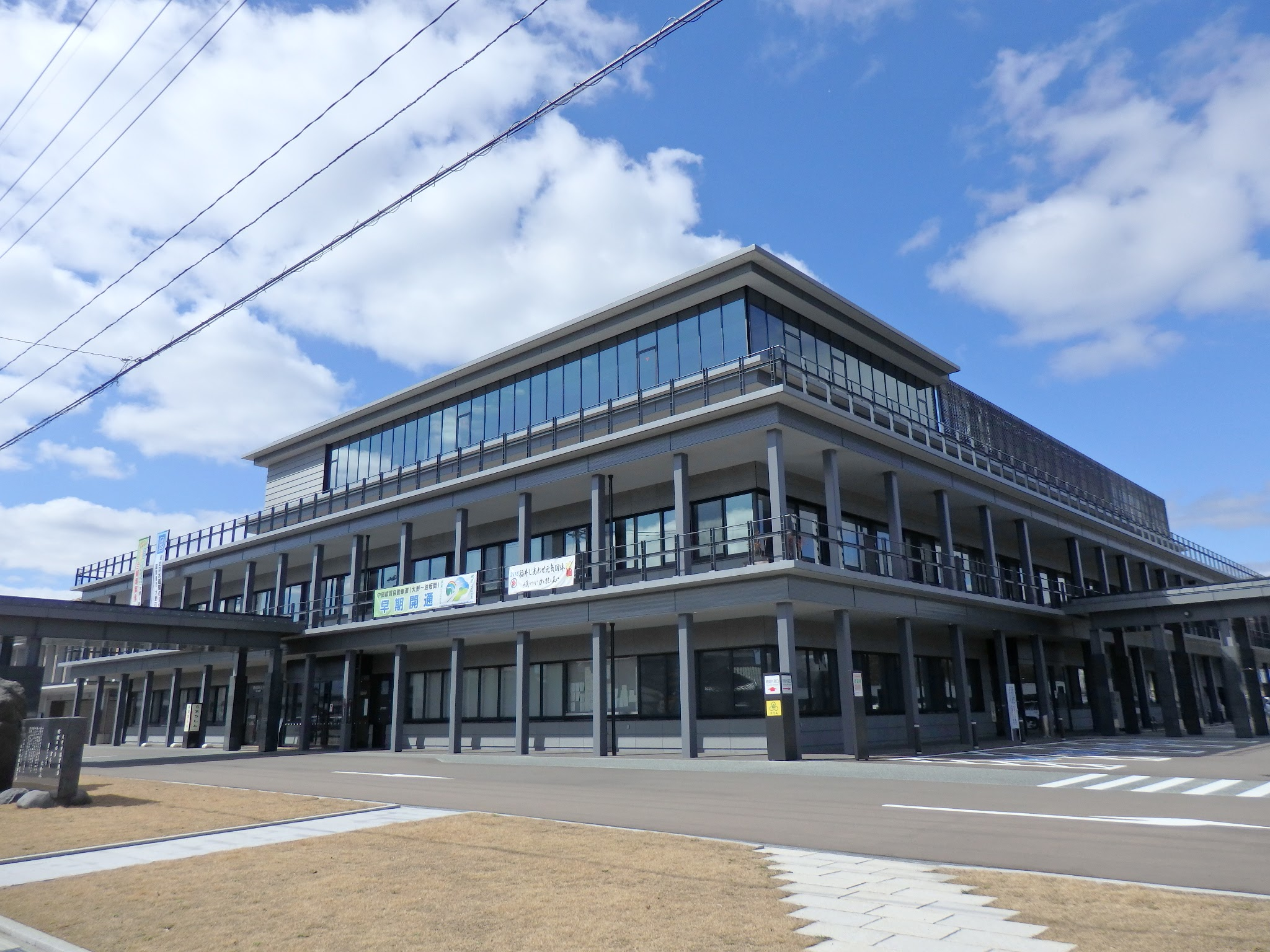
오노시청

## 교통

### 철도
- 서일본 여객철도 에쓰미호쿠선

### 도로
- 주부 종관 자동차도
- 국도 157호선
- 국도 158호선
- 국도 476호선
- 국도 364호선(구간 중복)
- 국도 418호선(구간 중복)

## 인구
| 연도 | 인구   | ±%     |
| ---- | ------ | ------ |
| 1970 | 44,694 | —      |
| 1980 | 43,379 | −2.9%  |
| 1990 | 41,837 | −3.6%  |
| 2000 | 39,632 | −5.3%  |
| 2010 | 35,291 | −11.0% |
| 2020 | 31,286 | −11.3% |

## 기후
| 오노시의 기후                                                | 오노시의 기후 | 오노시의 기후 | 오노시의 기후 | 오노시의 기후 | 오노시의 기후 | 오노시의 기후 | 오노시의 기후 | 오노시의 기후 | 오노시의 기후 | 오노시의 기후 | 오노시의 기후 | 오노시의 기후 | 오노시의 기후   |
| 월                                                           | 1월           | 2월           | 3월           | 4월           | 5월           | 6월           | 7월           | 8월           | 9월           | 10월          | 11월          | 12월          | 연간            |
| ------------------------------------------------------------ | ------------- | ------------- | ------------- | ------------- | ------------- | ------------- | ------------- | ------------- | ------------- | ------------- | ------------- | ------------- | --------------- |
| 역대 최고 기온 °C (°F)                                       | 17.3 (63.1)   | 19.0 (66.2)   | 22.5 (72.5)   | 29.8 (85.6)   | 32.9 (91.2)   | 34.7 (94.5)   | 36.9 (98.4)   | 36.6 (97.9)   | 35.6 (96.1)   | 30.1 (86.2)   | 25.1 (77.2)   | 22.0 (71.6)   | 36.9 (98.4)     |
| 일평균 최고 기온 °C (°F)                                     | 4.8 (40.6)    | 5.9 (42.6)    | 10.8 (51.4)   | 17.6 (63.7)   | 22.8 (73.0)   | 26.0 (78.8)   | 29.4 (84.9)   | 31.1 (88.0)   | 27.1 (80.8)   | 21.2 (70.2)   | 14.9 (58.8)   | 8.0 (46.4)    | 18.3 (64.9)     |
| 일일 평균 기온 °C (°F)                                       | 1.1 (34.0)    | 1.5 (34.7)    | 5.5 (41.9)    | 11.8 (53.2)   | 17.4 (63.3)   | 21.3 (70.3)   | 25.1 (77.2)   | 26.2 (79.2)   | 22.1 (71.8)   | 15.9 (60.6)   | 9.7 (49.5)    | 3.9 (39.0)    | 13.5 (56.2)     |
| 일평균 최저 기온 °C (°F)                                     | −2.3 (27.9)   | −2.6 (27.3)   | 0.6 (33.1)    | 6.1 (43.0)    | 12.3 (54.1)   | 17.3 (63.1)   | 21.5 (70.7)   | 22.3 (72.1)   | 18.0 (64.4)   | 11.2 (52.2)   | 5.1 (41.2)    | 0.4 (32.7)    | 9.2 (48.5)      |
| 역대 최저 기온 °C (°F)                                       | −15.8 (3.6)   | −14.5 (5.9)   | −10.1 (13.8)  | −3.3 (26.1)   | 1.2 (34.2)    | 8.3 (46.9)    | 13.4 (56.1)   | 13.4 (56.1)   | 6.5 (43.7)    | −0.5 (31.1)   | −3.3 (26.1)   | −15.4 (4.3)   | −15.8 (3.6)     |
| 평균 강수량 mm (인치)                                        | 249.7 (9.83)  | 163.2 (6.43)  | 161.1 (6.34)  | 142.6 (5.61)  | 144.8 (5.70)  | 168.3 (6.63)  | 274.4 (10.80) | 183.9 (7.24)  | 195.5 (7.70)  | 151.9 (5.98)  | 181.1 (7.13)  | 274.1 (10.79) | 2,290.5 (90.18) |
| 평균 강설량 cm (인치)                                        | 190 (75)      | 139 (55)      | 45 (18)       | 2 (0.8)       | 0 (0)         | 0 (0)         | 0 (0)         | 0 (0)         | 0 (0)         | 0 (0)         | 3 (1.2)       | 89 (35)       | 458 (180)       |
| 평균 강수일수 (≥ 1.0 mm)                                     | 21.5          | 17.0          | 15.5          | 12.8          | 11.6          | 11.5          | 13.4          | 9.9           | 11.7          | 11.7          | 15.2          | 20.7          | 172.5           |
| 평균 강설일수 (≥ 3 cm)                                       | 16.6          | 13.5          | 5.1           | 0.2           | 0             | 0             | 0             | 0             | 0             | 0             | 0.4           | 7.7           | 43.5            |
| 평균 월간 일조시간                                           | 61.5          | 81.2          | 124.3         | 162.7         | 188.2         | 141.1         | 139.1         | 183.8         | 135.2         | 139.4         | 105.1         | 68.0          | 1,525.7         |
| 출처: 일본 기상청 (평년값: 1991년~2020년, 극값: 1976년~현재) |               |               |               |               |               |               |               |               |               |               |               |               |                 |

## 자매 결연 도시
- 일본 홋카이도 히다카군 신히다카정(1983년 6월 3일)
- 일본 이와테현 이와테군 구즈마키정(1983년 6월 3일)
- 일본 니가타현 이토이가와시(1983년 6월 3일)
- 일본 효고현 미나미아와지시(1983년 6월 3일)
- 일본 이바라키현 고가시(1990년에는 자매 도시·재해 발생 시의 상호 협정 제휴, 2006년 1월에는 재차 제휴)
- 중화인민공화국 저장성 닝보시